# Nakfa (plaats)

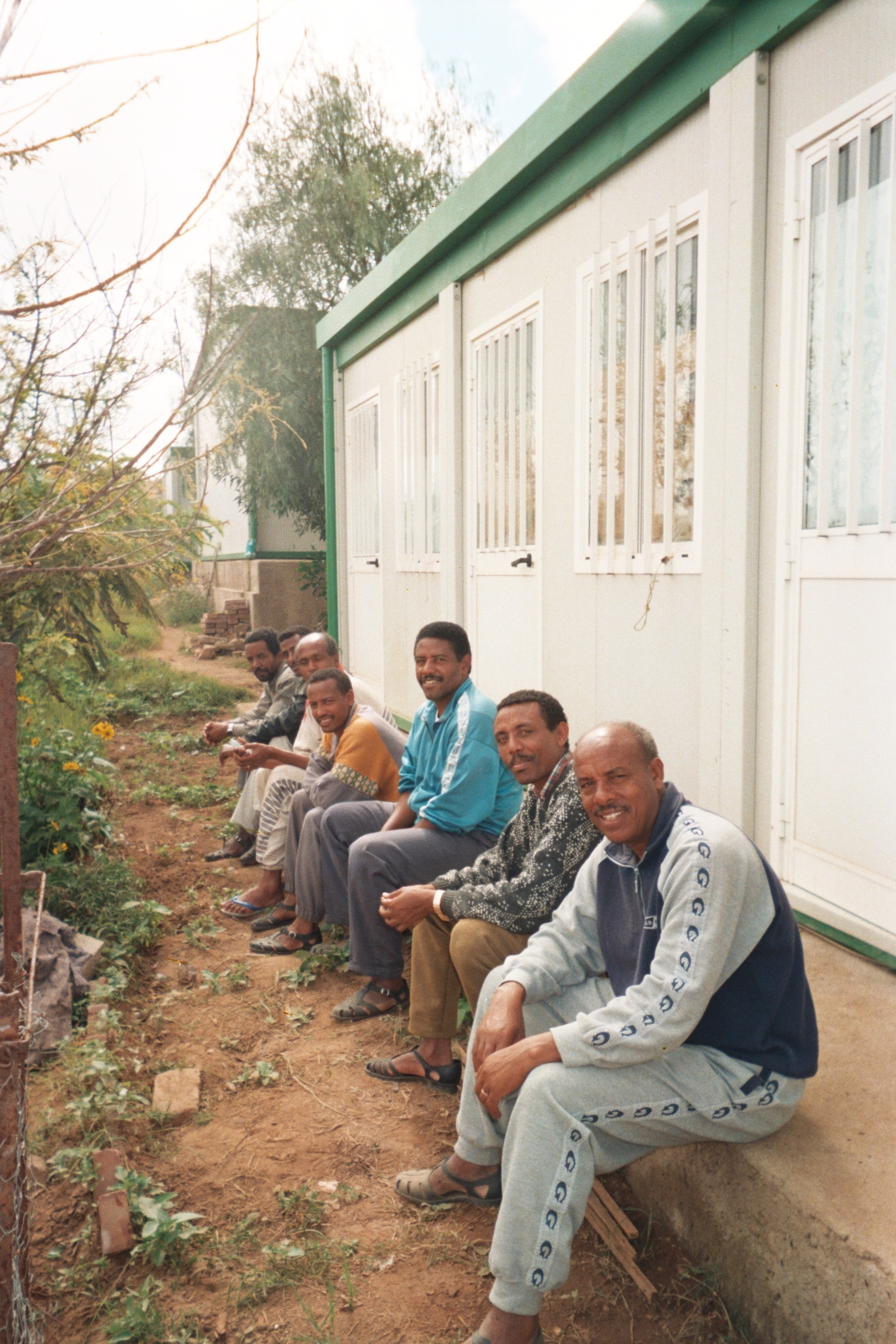
Een groep leraren in Nakfa

Nakfa (Tigrinya: ናቕፋ) is een plaats in de regio Anseba in het noorden van Eritrea. Vanwege haar betekenis tijdens de onafhankelijkheidsstrijd groeide Nakfa uit tot een symbool van verzet en nationale trots, en diende later als naamgever van de Eritrese nationale munt, de nakfa.

## Geschiedenis
Tijdens de Eritrese Onafhankelijkheidsoorlog (1961-1991) werd Nakfa een strategisch bolwerk voor het Eritrean People's Liberation Front (EPLF). In 1977 wisten de EPLF-troepen de plaats te veroveren op het Ethiopische leger. Ondanks meerdere pogingen van het Ethiopische regime om de stad te heroveren, bleef Nakfa in handen van de rebellen.
De plaats werd gedurende de oorlog versterkt met een netwerk van ondergrondse tunnels, ziekenhuizen, scholen en werkplaatsen, waardoor Nakfa uitgroeide tot het commandocentrum van de opstand. Door de succesvolle verdediging kreeg Nakfa een bijna mythische status onder Eritreeërs.

## Geografie
Nakfa ligt in een bergachtig gebied op ongeveer 2000 meter hoogte. Het klimaat is semi-aride, met relatief koele temperaturen vergeleken met lagergelegen delen van het land. De plaats ligt afgelegen en is bereikbaar via een netwerk van onverharde wegen.

## Economie en voorzieningen
De lokale economie is voornamelijk gebaseerd op landbouw, veeteelt en kleinschalige handel. Sinds de onafhankelijkheid zijn er pogingen gedaan om infrastructuur en basisvoorzieningen uit te breiden, maar de ontwikkeling verloopt traag door de geïsoleerde ligging.